# Brohltalbahn I
Die Lokomotive Brohltalbahn I war eine fünfachsige meterspurige Tenderlokomotive, die von der Maschinenanstalt Krauss in München für die Brohltalbahn gebaut wurde. Mit ihrer Indienststellung konnte der Güterverkehr auf reinen Reibungsbetrieb umgestellt werden.

## Geschichte
Um auf dem 50-‰-Abschnitt von Oberzissen nach Engeln den unwirtschaftlichen Zahnstangenantrieb zu beenden, beschaffte die Brohlthal-Eisenbahn-Gesellschaft bei Krauss in München eine fünfachsige Lokomotive für reinen Reibungsbetrieb. Die Lokomotive musste auf relativ engen Kurvenradien bis 60 m Halbmesser verkehren können. Da der reine Reibungsbetrieb bei der vorhandenen Steigung unsicher erschien, erhielt die Lokomotive eine Zahnradbremse. Die Zahnstange auf der Strecke wurde anfangs beibehalten.
Die Lokomotive erfüllte alle Erwartungen und bewährte sich gut. Nachdem 1934 eine weitere Lokomotive der Bauart Mallet hinzugekommen war, konnte die Brohltalbahn die gesamte Strecke im Reibungsbetrieb befahren und auf die restlichen Zahnradlokomotiven verzichten. Deshalb konnte im selben Jahr die Zahnstange ausgebaut werden. Die Lokomotive war sehr kurvengängig und erwies sich als sparsam im Verbrauch. Das führte zu weiteren Beschaffungen von Reibungslokomotiven bis in die 1950er Jahre.
Um den Heizer zu entlasten, wurde die Lokomotive 1959 auf Ölhauptfeuerung umgebaut. Die Lokomotive versah ihren Dienst bis zur Beschaffung der ersten Diesellokomotiven und wurde im September 1966 ausgemustert.

## Konstruktive Merkmale
Die Lok war mit einem Heißdampfkessel ausgerüstet. Mit einem Überhitzer wurde der Dampf auf Temperaturen bis 300 °C überhitzt.
Das Laufwerk war für den vorhandenen Kurvenradius von 60 m sehr aufwendig ausgeführt. Die vorderen beiden Achsen waren in einem Beugniot-Gestell zusammengefasst. Die dritte Achse besaß keinen Spurkranz, die vierte Achse war seitenverschiebbar mit ±30 mm Ausschlag, und nur die letzte Achse war fest im Rahmen gelagert.
Die Lokomotive hatte neben der Saugluftbremse, Gegendruckbremse und Handbremse noch eine Zahnradbremse, die in die anfangs noch vorhandene Zahnstange eingreifen konnte.